# 國立東華大學藝術學院

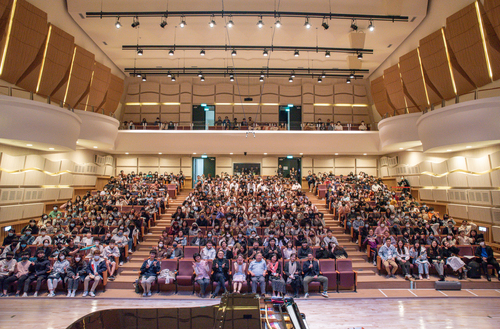
國立東華大學藝術學院演奏廳一景

國立東華大學藝術學院（英語：National Dong Hwa University College of The Arts）簡稱東華藝術學院、，創立於2005年，前身為花教大藝術學院，為國立東華大學八大學院之一，由澳門理工大學高等藝術學校校長徐秀菊擔任創院院長，是基宜花東地區首座且最富聲譽之藝術學院，旗下有東臺灣最大國家級演奏廳、藝術創作工坊及藝托邦藝文空間。

## 院史

### 前身
在臺灣省立花蓮師範學校改制臺灣省立花蓮師範專科學校後，即在普通師範科中增加美勞教育組、音樂教育組等分組，供有志成為小學美勞教師、音樂教師者在第四學年起選讀，但實際分組年代不明。
- 1973年，興建音樂教育館舊館。
- 1986年，興建音樂教育館新館。
- 1987年7月，臺灣省立花蓮師範專科學校改制為臺灣省立花蓮師範學院。增設初等教育學系，其中設有美勞組與音樂組，為藝術學院之肇始。
- 1988年3月，音樂教育館舊館拆除。同年3月15日，音樂教育館新館竣工。
- 1989年，興建美勞教育館。
- 1991年11月29日，美勞教育館竣工。
- 1992年，初等教育學系音樂組獨立為音樂教育學系。同年8月，美勞教育館落成啟用。
  - 同年，仍在籌備階段的國立華東大學（國立東華大學之前身），於設校計畫書中提出規劃成立藝術學院，並設置美術學系、音樂學系、舞蹈學系及體育學系[4]。
- 1993年，初等教育學系美勞組獨立為美勞教育學系。
- 2000年，增設視覺藝術教育研究所[5]，首任所長為徐秀菊教授。至此已形成二系一所之架構，具備學院之規模。
- 2004年，國立東華大學民族藝術研究所成立，隸屬原住民民族學院，創所所長為萬煜瑤教授。[6]

### 花教大藝術學院
- 2005年，隨著國立花蓮師範學院升格為國立花蓮教育大學，其下成立了藝術學院，由音樂教育學系、美勞教育學系、視覺藝術教育研究所組成，創院院長為視覺藝術教育研究所徐秀菊教授。同年4月，由美勞教育學系潘小雪教授規劃，並於當年8月正式向花蓮縣政府提出將藝術學院遷至吉安舊菸廠之計畫，並申請成立文化藝術創意產業研究所。[7] 但藝術學院遷院計畫隨著後續與國立東華大學併校一案而不了了之。同年，國立花蓮教育大學整體開始轉型，除教育學院之外，各學系逐年調整為非師資培育學系。音樂教育學系改名音樂學系。羅美蘭教授出任視覺藝術教育研究所第二任所長。
- 2006年，美勞教育學系更名藝術與設計學系，為臺灣第二座藝術與設計之名的學系。[註 1]
- 2007年，成立音樂學系碩士班、科技藝術研究所。

### 國立東華大學藝術學院
- 2008年，母體大學－國立花蓮教育大學併入國立東華大學，隨之成為國立東華大學下轄的學院之一。原花教大校區改稱美崙校區。
- 2009年8月1日，藝術學院院長徐秀菊教授借調至澳門理工大學，藝術與設計學系潘小雪教授接替為第二任藝術學院院長。民族藝術研究所自圖書資訊大樓六樓遷入甫落成之原住民民族學院教學大樓，並改隸藝術學院。
- 2010年，增設藝術創意產業學系[註 2]，視覺藝術教育研究所與民族藝術研究所併入藝術創意產業學系為碩士班，成為一系二所的架構，包含視覺藝術教育碩士班、民族藝術碩士班。科技藝術研究所併入藝術與設計學系為藝術與設計學系科技藝術碩士班。由於壽豐、美崙兩校區尚未完成整併，因此民族藝術碩士班、藝術創意產業學系之學生仍在壽豐校區上課；視覺藝術教育碩士班、藝術與設計學系及音樂學系之學生，仍在美崙校區上課。配合課程學程化制度，藝術與設計學系開設視覺傳達設計、數位媒體藝術、藝術創作等三個學程；藝術創意產業學系開設民族藝術創意、藝術教育產業等學程；音樂學系開設音樂表演、音樂教學等學程。
- 2011年，美崙校區各學院系所及行政單位漸次遷入壽豐校區，藝術創意產業學系成立藝術創意產業育成中心。藝術與設計學系科技藝術碩士班改名藝術與設計學系暨碩士班。同年3月25日，壽豐校區新建之藝術學院教學大樓開始動工。同年7月20日至24日，音樂學系自美崙校區音樂教育館暫遷入壽豐校區學生活動中心。同年8月2日至4日，藝術學院、藝術與設計學系自美崙校區美勞教育館遷入壽豐校區環境解說中心、原住民民族學院教學大樓。同年9月8日至11日，藝術與設計學系專業教室自美崙校區遷入壽豐系區藝術工坊[8]。同年12月，美崙校區所有學院系所及行政單位全數完成遷入壽豐校區。藝術創意產業學系增設藝文產業經營與行銷學程。藝術與設計學系調整學程，數位媒體藝術學程改為數位媒體學程、視覺傳達設計學程改為創意設計學程。
- 2012年6月，藝術創意產業學系辦理第一屆「藝饗」活動。同年7月，藝術學院教學大樓興建工程因施工廠商延誤工期，校方和廠商中止契約。同年8月，藝術工坊完工。藝術創意產業學系刪除藝術教育產業學程，藝文產業經營與行銷學程改名藝文產業經營學程。
- 2013年8月，藝術學院教學大樓興建工程經過重新發包後復工。藝術與設計學系整併學程，改設藝術創作學程、數位設計學程。同年12月12日，藝托邦藝文空間開幕。[註 3][9]
- 2014年5月22日，藝術學院教學大樓興建工程因新承包商不堪資金壓力，再度停工。[10]
- 2015年8月1日，藝術學院第二任院長潘小雪榮昇臺北當代藝術館館長，音樂學系劉惠芝教授接替為第三任院長。同年10月29日，藝術學院教學大樓的興建工程多次延宕，頻繁更換廠商，相關預算遭到凍結。[11] 藝術與設計學系數位設計學程改名創意設計學程。同年12月12日，藝術創意產業學系位於花蓮市區花蓮文化創意園區的學生實習商店-RICH禮趣- 工藝概念店開幕。
- 2016年7月1日，教育部「105年至108年美感教育課程推廣計畫－東區美感教育大學基地計畫」，委由藝術創意產業學系辦理。同年9月6日，藝術工坊新建教室（陶工坊）落成啟用。
- 2017年，藝術創意產業學系視覺藝術教育碩士班、民族藝術碩士班整合，改為教學分組，下分碩士班視覺藝術教育組、民族藝術組。，並成立碩士在職專班。同年4月至5月，藝術創意產業學系辦理第六屆藝饗，並將活動從系級提升到院級，聯合音樂學系、藝術與設計學系，擴大辦理為「在地方～藝饗·森坂藝術節」。同年10月，藝術學院教學大樓新建工程重新開始招標。
- 2018年2月6日，發生花蓮地震，造成花蓮市區多起災情，位於花創園區之RICH禮趣- 工藝概念店亦受波及，暫時停止營業。
- 2019年，教育部「108年至110年美感與設計課程創新計畫-東區美感教育大學基地學校計畫」，委由藝術創意產業學系辦理。
- 2021年9月，藝術學院教學大樓完工，院內各單位遷入。
- 2022年，院內各系碩士班成立國際組，招生外國國籍學生。教育部「111年-112年美感教育與設計創新計畫─東區美感教育大學基地學校」，委由藝術創意產業學系辦理。同年，藝術創意產業學系民族藝術創意學程改名藝術創意學程。
- 2024年，成立藝術學院藝術跨領域國際博士班，為旗下第一座院級博士班。

## 歷任院長
第一任院長：徐秀菊（2005年－2009年）
美國伊利諾大學香檳分校（UIUC）藝術教育博士，國立花蓮教育大學藝術學院創院院長，視覺藝術教育研究所創所所長，曾任美國賓州州立大學視覺藝術學院訪問學者、英國劍橋大學訪問學者、澳門理工大學藝術高等學校校長。
第二、三任院長：潘小雪（2009年－2015年）
藝術史家、畫家，現任東華藝術學院榮譽教授，曾任臺北當代藝術館（MOCA Taipei）館長。
第四、五任院長：劉惠芝（2015年－2021年）
法國巴黎國立高等音樂學院（Paris Conservatory）音樂學博士，音樂學系教授，為臺灣第一位學生畢業自國立巴黎高等音樂學院第三階段研究班，曾任中華民國文化部臺灣生活美學基金會董事、臺灣法國文化協會董事、中法文化教育基金會董事、花蓮縣文化基金會董事、彩晶文教基金會董事。
第六任院長：徐秀菊（2021年－2024年）
美國伊利諾大學香檳分校（UIUC）藝術教育博士，國立花蓮教育大學藝術學院創院院長，曾任美國賓州州立大學視覺藝術學院訪問學者、英國劍橋大學訪問學者、澳門理工大學藝術高等學校校長。
第七任院長：廖慶華（2024年–）
澳洲斯威本科技大學專業設計博士，藝術與設計學系教授，曾任國立東華大學洄瀾學院院長。

## 學術聲譽與課程

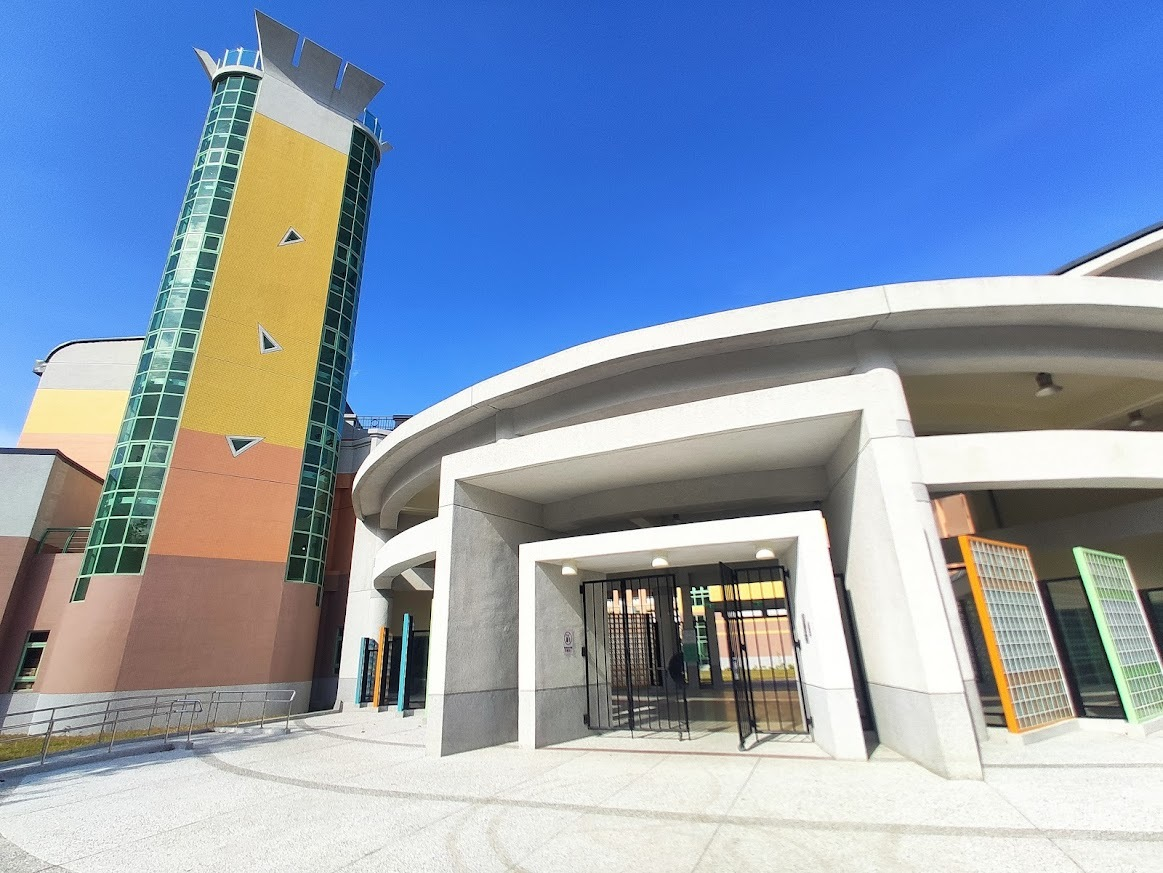
東華藝術學院大門

國立東華大學為臺灣第一個導入歐美大學之「學程化制度」，提供更彈性的副修或雙主修空間。2025年《QS世界大學學科排名》將其藝術與設計（Arts & Design）列為全球前250位、亞洲第59位、臺灣第4位，僅次臺大、成大、臺科大。

### 藝術與設計學系

#### 學士班（B.F.A.）
東華藝設系學士班主修學程(major)，需完成下列三個學程：
(1) 藝術學院基礎學程（Foundation Program of Fine and Applied Arts）
(2) 藝術與設計核心學程（Core Curriculum）
(3) 專業選修學程（下列二選一）：
- 藝術創作學程（Program of Studio Art）
- 創意設計學程（Program of Creative Design）
學士班學生滿足校核心課程、學程相關規定及128.0學分，符合畢業要求，即授予藝術創作學士學位（Bachelor of Fine Arts, B.F.A.）。

#### 碩士班（M.F.A.）
藝術與設計學系碩士班（一般組、國際組）
藝術與設計學系碩士班畢業學分為37學分，包含專業必修13學分、專業選修20學分，以及學術論文，畢業碩士生授予藝術創作碩士學位（Master of Fine Arts, M.F.A.）。

### 音樂學系
東華音樂系教學分為：鋼琴組、聲樂組、合唱指揮組、絃樂組、爵士組。
東華音樂系也是全臺灣第一所創辦爵士音樂組的大學音樂系，由臺灣第一位爵士小號演奏碩士的演奏家魏廣皓創立。
東華藝術學院落成之後，擁有東臺灣最大、與國家音樂廳同級的演奏廳，並投資800萬元購買史坦威（STEINWAY & SONS）旗艦級鋼琴，設有24小時恆溫恆溼琴房保護。

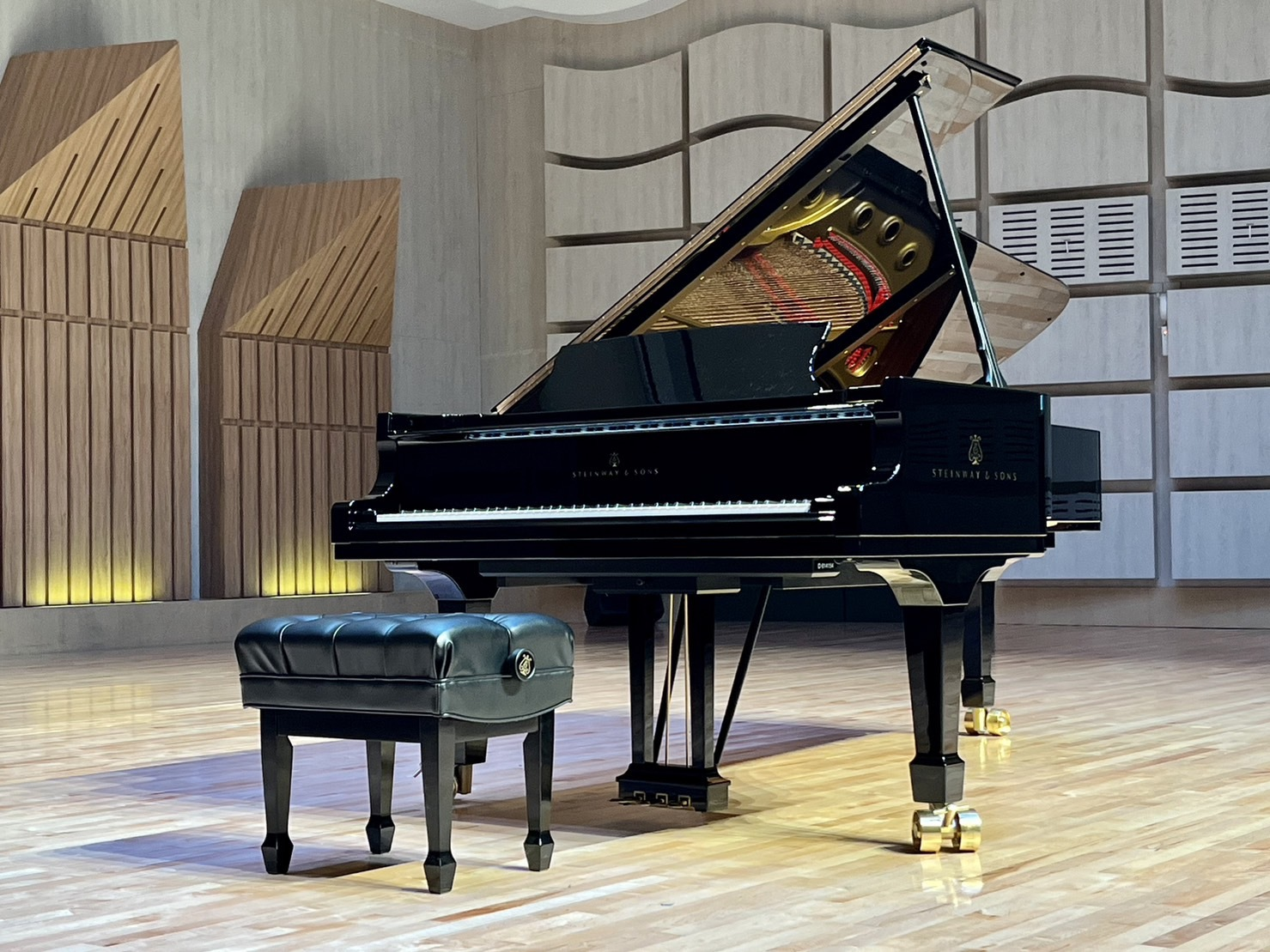
東華藝術學院演奏廳內史坦威旗艦級鋼琴Steinway & Sons D-274

#### 學士班（B.M.）
音樂學系學士班主修學程(major)，需完成下列四個學程：
(1) 藝術學院基礎學程（Foundation Program of Fine and Applied Arts）
(2) 音樂系核心學程（Core Program of Department of Music）
(3) 專業選修學程（下列二選一）：
- 音樂表演學程：（Program of Performance）
- 音樂教學學程：（Program of Music Teaching）
- 跨域創新音樂影像主題學程（Trans-dispiplinary Innovative Music and Image Program）
(4) 音樂術科副修課程（Music Private Lesson (Minor)）
學士班學生滿足校核心課程、學程相關規定及128.0學分，符合畢業要求，即授予音樂學士學位（Bachelor of Music, B.M.）。

#### 碩士班（M.M.）
音樂學系碩士班（一般組、國際組）
音樂學系碩士班畢業學分依教學組別有所不同，碩士生能透過音樂表演、詮釋報告，取代學術論文，畢業碩士生授予音樂碩士學位（Master of Music, M.M.）。

### 藝術創意產業學系

#### 學士班（B.A.）
東華藝創系學士班主修學程(major)，需完成下列三個學程：
(1) 藝術學院基礎學程（Foundation Program of Fine and Applied Arts）
(2) 藝術創意產業核心學程（Foundational Program of Arts & Creative Industries)）
(3) 專業選修學程（下列二選一）：
- 藝文產業經營學程（Arts and Cultural Industry Management Program）
- 藝術創意學程（Program of Art and Creative Development）
學士班學生滿足校核心課程、學程相關規定及128.0學分，符合畢業要求，即授予藝術學士學位（Bachelor of Arts, B.A.）。

#### 碩士班（M.A.）
民族藝術組（Division of Indigenous Arts）
民族藝術組畢業學分為30學分，包含專業必修12學分、專業選修18學分，以及學術論文，畢業碩士生授予藝術碩士（Master of Arts, M.A.）。
視覺藝術教育組（Division of Visual Arts Education）
視覺藝術教育組畢業學分為30學分，包含專業必修12學分、專業選修18學分，以及學術論文，畢業碩士生授予藝術碩士（Master of Arts, M.A.）。
國際組（Division of International Master）
國際組畢業學分為24學分，包含專業必修9學分、專業選修15學分，以及學術論文，畢業碩士生授予藝術碩士（Master of Arts, M.A.）。
碩士在職專班（EMACI）
藝術創意產業學系碩士在職專班畢業學分為30學分，包含專業必修15學分、專業選修15學分，以及學術論文，畢業碩士生授予藝術碩士（Master of Arts, M.A.）。

### 藝術跨領域國際博士班
東華藝跨博，為東華藝術學院旗下院級國際博士課程，整合旗下音樂學、藝術學、設計學、民族藝術、藝術管理等師資，頒授哲學博士。

## 旗下設施

### 表演藝術

#### 東華藝術學院演奏廳

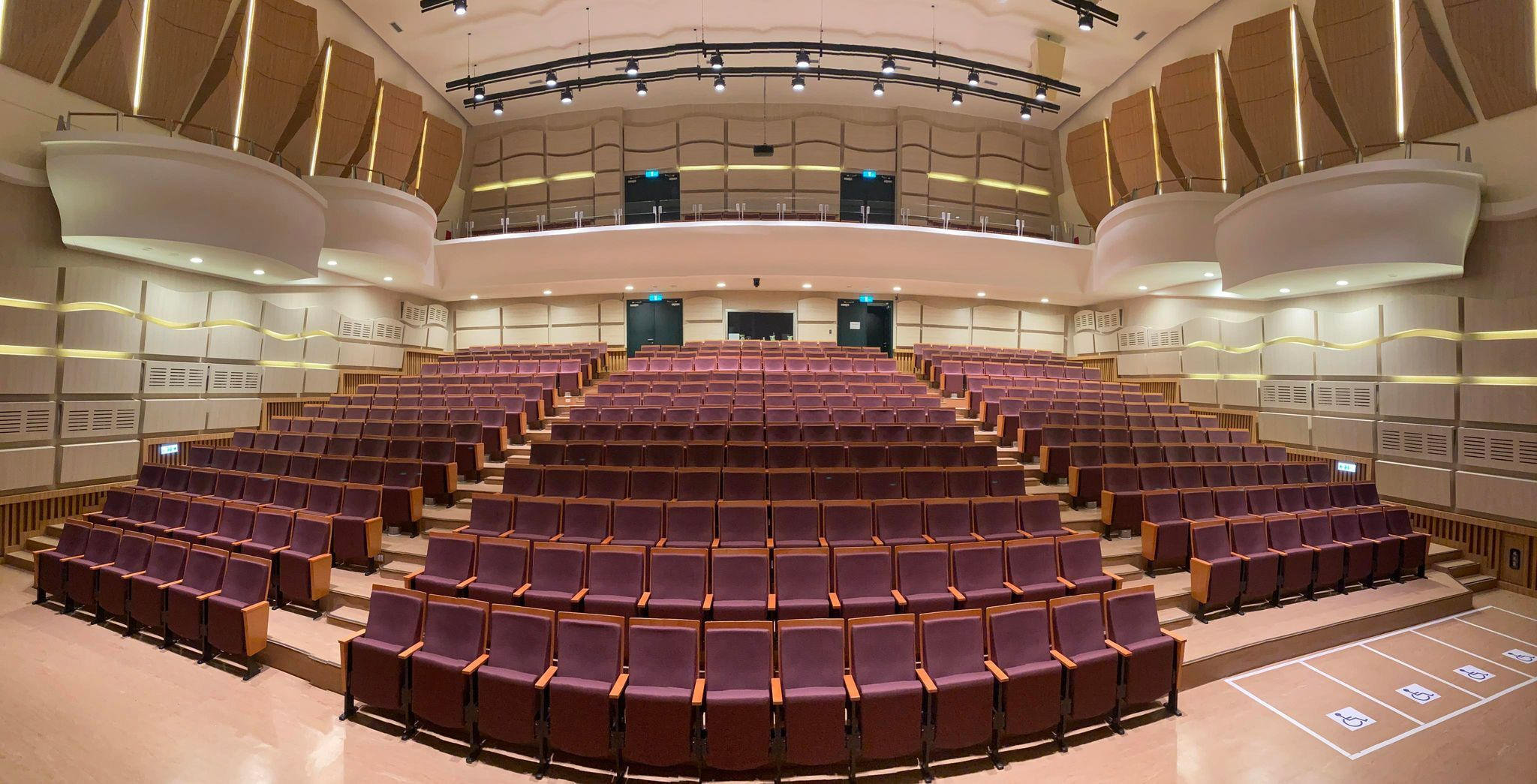
東華藝術學院演奏廳觀眾席

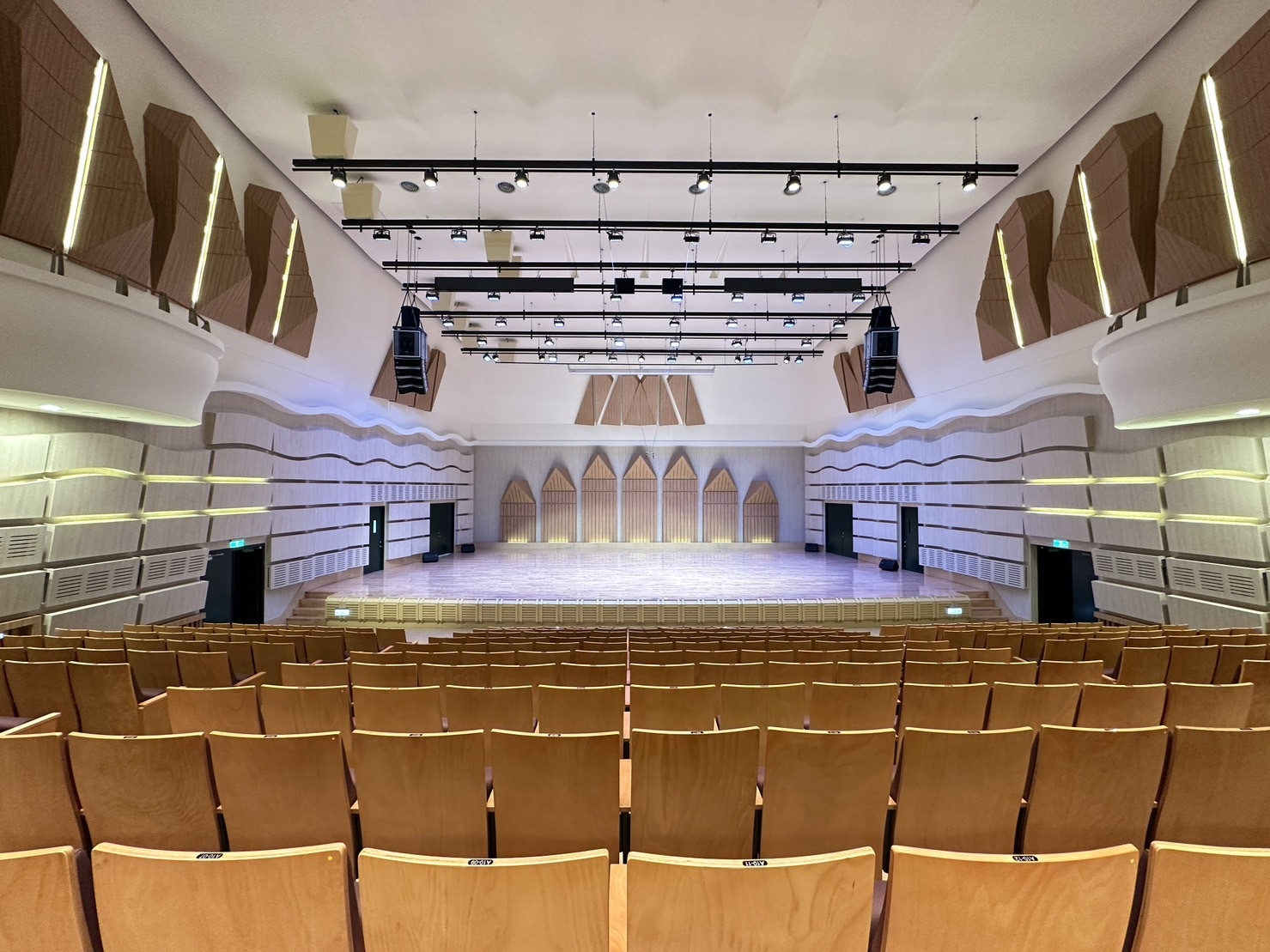
東華藝術學院演奏廳舞台區

東華藝術學院演奏廳，又稱為東華音樂廳，其聲學音響設計與國家音樂廳為同一級別，觀眾席分為兩層共有430席，一樓有381席、二樓49席，其中包含5席無障礙席，內置有一台史坦威旗艦級鋼琴Steinway & Sons D-274，是東臺灣級別最高藝術表演廳。

### 工藝教學

#### 東華藝術工坊
東華藝術工坊以族群藝術為核心，結合「族群」、「創作」、「創意」和「藝術」四大概念，專注於原創、手作、創意和藝術的結合。其堅持「傳統與創新」、「原創與手作」的理念，旨在推動族群美學經濟和風格塑造。
金工工坊
金工工坊專注於金銀細工設計與技術的教學。課程涵蓋金銀細工的基本技術和設計美感，學生可以學習相關技能，參加「金銀細工技術師」等專業證照考試。
編織工坊
編織工坊配備國外進口的織布機與織帶機，課程設計涵蓋編織工序、材料使用及基本流程的學習。學生將學習纖維藝術及織品應用設計，了解纖維與織品的特性與造形構成，並掌握基礎縫紉技術。
草木染工坊
草木染工坊教授台灣特有的植物染色技法，包括田野採集、萃取及染色等課程。學生將學習絞染、縫染、夾纈染和型染等基本技法，以及配色練習與設計思考，製作手染作品並了解族群染織工藝文化。
陶工坊
陶工坊提供從初階製作到進階獨立創作的課程，涵蓋原始燒陶、彩釉、裝飾技法及陶珠製作。學生將了解傳統陶到創作陶的製作過程，並參與材料分析、陶藝史及文化內涵的學習。
平面媒材工坊
平面媒材工坊專注於族群藝術美感的啟發及創意產品設計，課程內容包括平面圖案的裝飾性設計，並開發彩繪陶盤、磁磚彩繪、人體彩繪和木器彩繪等創意產品。
繪本工坊
繪本工坊致力於文化繪本圖像創作、手工書籍製作及創意教學研發。通過理論、研討、創作體驗及教學研究，瞭解繪本圖文敘事的特質，探討繪本創作及其教學理論，並進行繪本創作與研究。

### 藝術設計展覽

#### 藝托邦藝文空間
國立東華大學藝托邦藝文空間（英語：NDHU Artopia Art Space）為東華藝術學院營運之藝術與文化場域，坐落於花蓮市舊鐵道文化園區徒步區的博愛街與節約街之間。藝托邦藝文空間前身為花教大學人招待所，隨著與國立東華大學合併，經改造後成為現今的藝托邦藝文空間。
藝托邦藝文空間在2013年12月12日正式落成，其舉辦多場展覽和活動，為花蓮市的一個重要藝文中心，其建立使命在於提供多元藝術與文化服務，涵蓋閱覽、展覽、表演、講座、推廣、工作坊等，過往活動包含「藝響在地方」系列活動、教授聯展，以及國際藝術創作駐村計畫等。

## 頒授學位

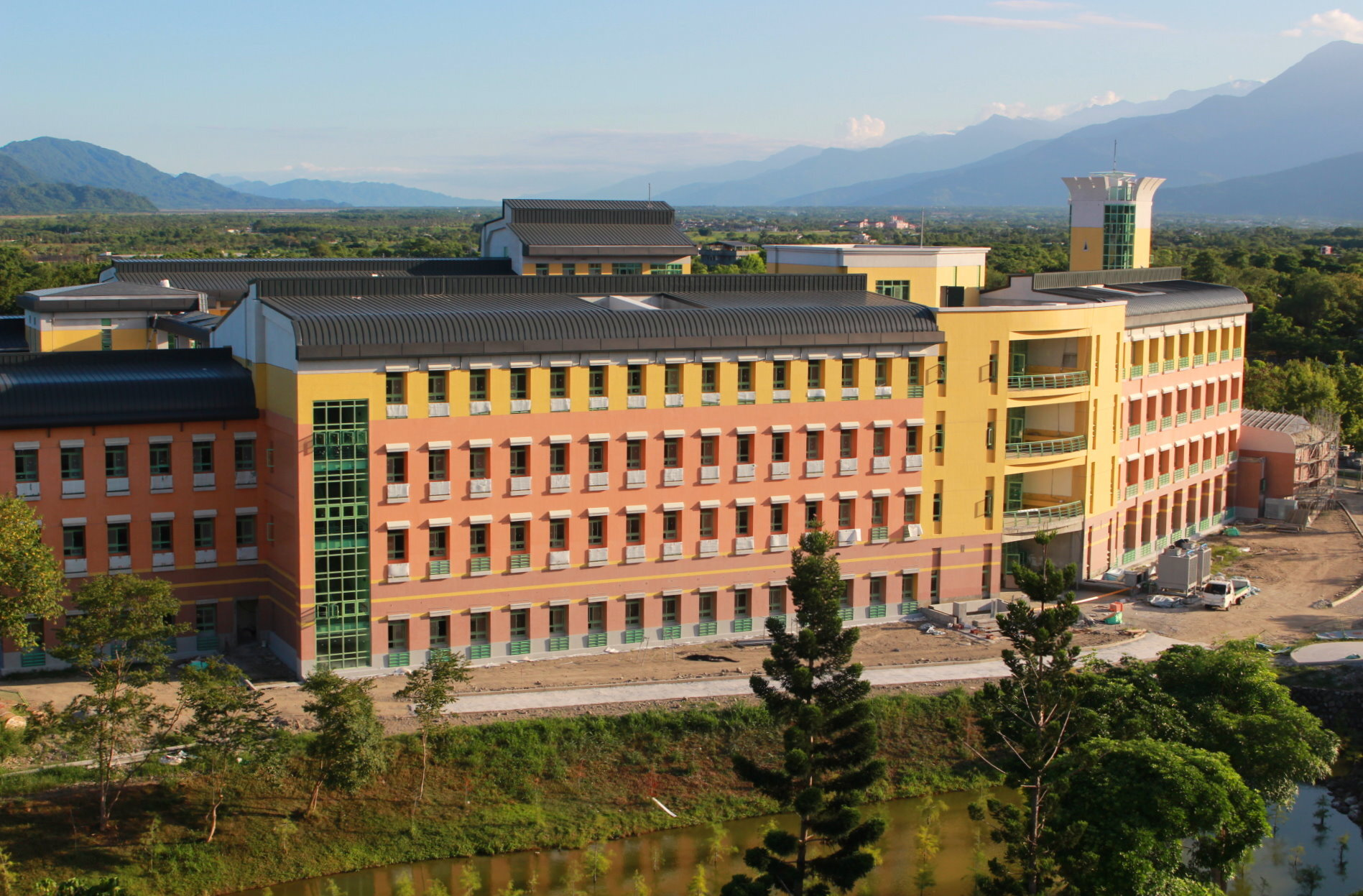
東華藝術學院院館與環境

國立東華大學藝術學院頒授以下學位：

### 研究生課程

#### 博士學位
- 哲學博士（跨領域藝術）PhD in Interdisciplinary Arts (IDA)

#### 碩士學位
- 文學碩士（民族藝術）MA in Indigenous Arts (IA)
- 文學碩士（視覺藝術教育）MA in Visual Arts Education (VAE)
- 藝術學碩士（藝術與設計）MFA in Arts and Design (AAD)
- 音樂學碩士（鋼琴）MM in Piano (PNO)
- 音樂學碩士（聲樂）MM in Vocal Music (VOC)
- 音樂學碩士（合唱指揮）MM in Choral Conducting (CHC)
- 音樂學碩士（小提琴）MM in Violin (VLN)
- 音樂學碩士（中／大提琴）MM in Viola/Cello (VLC)
- 音樂學碩士（長笛／單簧管）MM in Flute/Clarinet (FCL)
- 音樂學碩士（打擊樂）MM in Percussion (PER)
- 音樂學碩士（爵士樂）MM in Jazz (JAZ)
- 音樂學碩士（爵士人聲）MM in Jazz Vocal (JZV)

### 學士班課程

#### 學士學位
- 文學學士（藝術創意產業）BA in Arts & Creative Industries (ACI)
- 藝術學學士（藝術與設計）BA in Arts and Design (AAD)
- 音樂學學士（鋼琴）BM in Piano (PNO)
- 音樂學學士（聲樂）BM in Vocal Music (VOC)
- 音樂學學士（合唱指揮）BM in Choral Conducting (CHC)
- 音樂學學士（小提琴）BM in Violin (VLN)
- 音樂學學士（中／大提琴）BM in Viola/Cello (VLC)
- 音樂學學士（長笛／單簧管）BM in Flute/Clarinet (FCL)
- 音樂學學士（打擊樂）BM in Percussion (PER)
- 音樂學學士（爵士樂）BM in Jazz (JAZ)
- 音樂學學士（爵士人聲）BM in Jazz Vocal (JZV)

## 學院空間
2010年9月至2021年9月之間，因藝術學院教學大樓尚未完工，藝術學院辦公室、院長室及轄下三系系辦公室、系主任室及各教室，暫時散布於學生活動中心（音樂學系）、原住民民族學院教學大樓（藝術創意產業學系及藝術與設計學系）及環境解說中心（藝術創意產業學系、藝術與設計學系、院辦公室及院長辦公室）等，與原住民民族學院及各學生社團共用空間。2021年9月，藝術學院教學大樓完工啟用，院內各單位陸續遷入。另建有獨棟之藝術工坊，供藝術創意產業學系、藝術與設計學系教學使用。